# Dynastie Qing en Asie centrale

L'empire Qing en 1820. Les régions de l'Asie centrale sont indiquées en vert (sans Taïwan) et en rose.

La dynastie Qing en Asie centrale est l’extension du territoire de la dynastie Qing en Asie intérieure aux XVIIe et XVIIIe siècles de notre ère, en Mongolie intérieure et extérieure, en Mandchourie, au Tibet, au Qinghai et au Xinjiang. Les guerres ayant permis l'annexion de ces régions ont principalement été menées contre la dynastie Yuan du Nord (avant 1636) et le Khanat dzoungar (1687-1758). Avant même la fin de la conquête de la Chine proprement dite, les Mandchous avaient déjà pris le contrôle de la Mandchourie (ce qui correspond actuellement à la Chine du Nord-Est et à la Mandchourie extérieure) et de la Mongolie intérieure, cette dernière étant auparavant contrôlée par les Mongols dirigés par Ligden Khan. Après la répression de la Rébellion des trois feudataires et de la conquête de Taïwan, ainsi que la fin des conflits frontaliers sino-russes, la guerre Dzoungar-Qing éclate. Ce conflit s’achève par la conquête par les Qing de la Mongolie extérieure, du Tibet, du Qinghai et du Xinjiang. Tous ces territoires sont intégrés à l'empire Qing et des garnissons militaires y sont installées par le pouvoir central. Cependant, ils sont gouvernés via différents types de structures administratives et conservent également bon nombre de leurs institutions d'avant la conquête. En outre, ils ne sont pas gouvernés comme des provinces régulières, du moins pas avant que le Xinjiang et la Mandchourie soient transformés en provinces à la fin de la période Qing. En dehors de ces deux exceptions, de leur conquête jusqu’à la fin de la dynastie Qing, ils sont supervisés par le Lifan Yuan, une agence gouvernementale chargée de superviser les régions frontalières de l'empire.

## Mandchourie

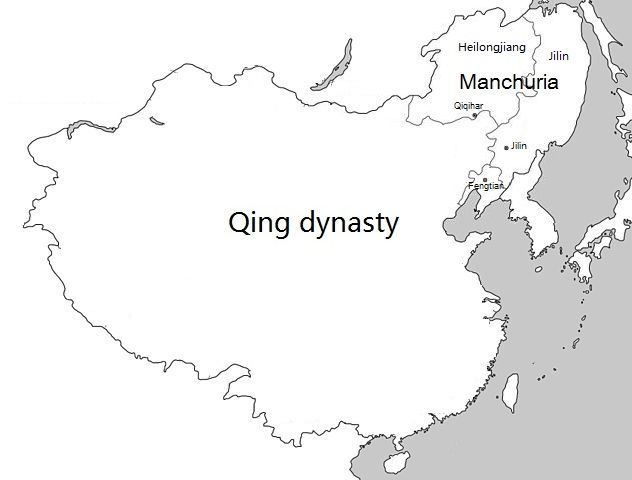
La Mandchourie au sein de la dynastie Qing en 1820.

La dynastie Qing est fondée non pas par des Chinois d'ethnie Han, qui constituent la majorité de la population chinoise, mais par un peuple d'agriculteurs sédentaires connu sous le nom de Jurchen. Il s'agit d'un peuple toungouse vivant dans la région qui correspond actuellement aux provinces chinoises du Jilin et du Heilongjiang. Ce qui va devenir l'État mandchou est fondé par Nurhachi, le chef des Aisin Gioro, qui sont alors une tribu jürchen mineure, à Jianzhou au début du XVIIe siècle. À l'origine vassal des empereurs Ming, Nurhaci s'embarque en 1582 dans un conflit entre tribus qui se transforme en une campagne d'unification des tribus voisines. En 1616, il a suffisamment consolidé son emprise sur les Jurchens pour pouvoir se proclamer Khan du Grand Jin, en référence à un précédente dynastie Jurchen qui avait régné sur le nord de la Chine. Deux ans plus tard, il fait établir un document intitulé les Sept Grandes Causes d'irritation, dans lequel il énonce ses griefs envers les Ming, puis rejette son allégeance à la dynastie chinoise. Dès lors, il entreprend de mener à bien l'unification des tribus Jurchen encore alliées à l'empereur Ming et entre en révolte ouverte contre ce dernier. Après une série de victoires contre les Ming et diverses tribus de la Mandchourie extérieure, lui et son fils Huang Taiji finissent par contrôler toute la Mandchourie. Cependant, au cours des dernières décennies de la conquête des Ming par les QIng, le tsarat de Russie tente d'annexer les terres situées au nord du fleuve Amour. Cela engendre des frictions, qui dégénèrent en conflits frontaliers. Finalement, les deux pays signent en 1689 le traité de Nertchinsk qui met fin au conflit et donne toute la Mandchourie à la Chine. Toutefois, au milieu du XIXe siècle, la Mandchourie extérieure est finalement perdue par la Chine au profit des Russes lors de l’annexion de la région de l'Amour par l’Empire russe à la suite du traité d'Aigun (1858) et de la convention de Pékin (1860).
Officiellement, il est interdit aux Chinois "Han" de s'installer dans cette région, mais cette loi est ouvertement violée durant toute la durée de la dynastie Qing et ils finissent par devenir majoritaires dans les zones urbaines au début du XIXe siècle.

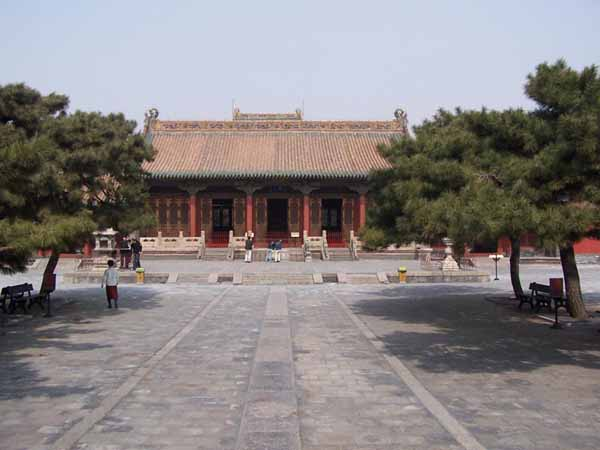
Salle Chongzheng du palais de Mukden

Tout commence en 1668, sous le règne de l'empereur Kangxi, lorsque le gouvernement Qing décrète qu'il est interdit à toute personne n'appartenant pas aux Huit Bannières de pénétrer dans la région qui a vu naître la dynastie. Cependant, ce décret se révèle rapidement inapplicable, et aussi longtemps que dure la dynastie Qing, un nombre croissant de Chinois entrent illégalement et légalement en Mandchourie et s'y installent pour cultiver des terres. Cet afflux est encouragé par les riches propriétaires mandchous qui souhaitent que des paysans chinois Han louent leurs terres et y cultivent des céréales. La plupart de ces migrants Chinois ne sont pas expulsés après qu'ils ont réussi à passer au-delà de la Grande Muraille et de la palissade de saules, cette dernière étant une extension de la grande muraille implantée pour essayer de bloquer ce flot de migrants. Au cours du XVIIIe siècle, les paysans chinois exploitent 500 000 hectares de terres privées en Mandchourie et 203 583 hectares appartenant à des relais de courrier, des domaines nobles et des terres des huit Bannières. Ce phénomène migratoire prend une telle ampleur que, dans les garnisons et les villes de Mandchourie, 80% de la population est d'origine chinoise à la fin du XIXe siècle.
Mais si les grands propriétaires profitent de ce flux de migrants pour faire cultiver leurs terres, il y a aussi une part non négligeable de petits paysans chinois indépendants, qui, après être entrés en Mandchourie, s'installent illégalement sur des terres en friche qu'ils mettent en culture. De plus, une partie de cette migration est voulue par les autorités, qui, par moments, autorisent officiellement des Chinois à s'installer en Mandchourie. C'est ainsi que des agriculteurs chinois ont été réinstallés du nord de la Chine par les Qing, dans la région située le long de la rivière Liao, afin de remettre les terres en culture. Durant la décennie 1780, les Qing décident d’installer des réfugiés chinois du nord de la Chine souffrant de la famine, d’inondations et de sécheresses en Mandchourie et en Mongolie intérieure, afin qu'ils mettent en culture 500 000 hectares en Mandchourie et des dizaines de milliers d’hectares en Mongolie intérieure. L'empereur Qianlong lui-même a autorisé des paysans chinois Han souffrant des conséquences de la sécheresse à s’installer en Mandchourie, alors même que ce sont ses décrets de 1740 et 1776 qui ont rendu ce genre d'installation illégal. On en arrive à un stade où les métayers chinois louent ou même revendiquent la propriété de "domaines impériaux" et de terres relevant des Huit Bannières situées dans cette région. Bien souvent, lorsque des Chinois sont autorisés officiellement à s'installer en Mandchourie, la zone où ils s'installent déborde largement de ce qui était prévu par les autorités. Ainsi, pendant le règne de l'empereur Qianlong, en plus de la région du fleuve Liao, dans le sud de la Mandchourie, les paysans chinois s'installent tout le long de la route reliant Jinzhou, Fengtian, Tieling, Changchun, Hulun et Ningguta. Au début du règne de l’empereur Daoguang, et dans le but d'augmenter les revenus du Trésor impérial, les Qing vendent aux paysans chinois des terres mandchoues. Dans un premier temps, ces ventes se limitent aux terres situées le long du Songhua, mais là aussi, l'opération déborde rapidement de la zone prévue au départ.
Tout ceci cumulé explique pourquoi, dès les années 1840, l'abbé Huc peut constater que la plus grande partie de la population des villes de Mandchourie est d'origine chinoise.

## Mongolie intérieure et extérieure

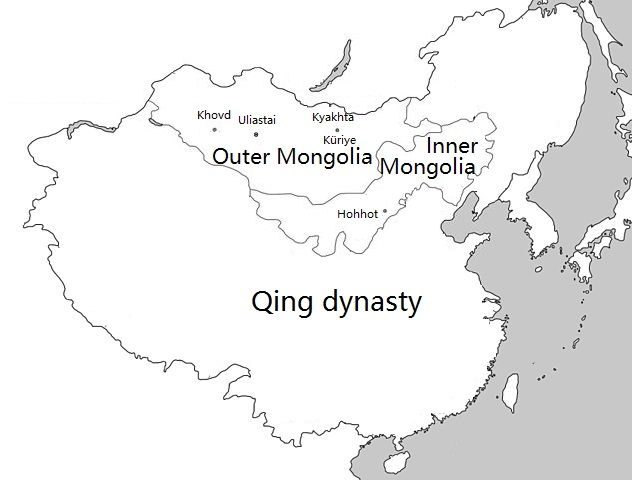
Mongolie intérieure et extérieure au sein de la dynastie Qing en 1820.

Au cours des XVIIe et XVIIIe siècles, la plupart des régions peuplées d'ethnies mongoles, notamment la Mongolie extérieure et la Mongolie intérieure, sont intégrées à l'empire des Qing. Même avant que la dynastie ne commence à prendre le contrôle de la Chine proprement dite en 1644, les frasques de Ligden Khan, le dernier khan de la dynastie Yuan du Nord, avaient conduit un certain nombre de tribus mongoles à s'allier à l'État mandchou. Si les premières relations de Nurhaci avec les tribus mongoles consistent principalement en une alliance, il finit par entrer en conflit ouvert avec Ligden Khan, qui est rapidement vaincu,. Après la mort du Khan, son fils Ejei Khan doit se soumettre aux Mandchous, qui prennent le contrôle de la majeure partie de ce qui est maintenant la Mongolie intérieure. De leur côté, les trois khans des tribus Khalkhas de Mongolie extérieure, ont noué des liens étroits avec la dynastie Qing dès le règne de Hong Taiji, mais ils restent autonomes. La situation change avec l'intervention des Oïrats, un autre ensemble de tribus mongoles qui a fondé le Khanat dzoungar, dont le territoire se situe à l'ouest des Khalkhas. Leur Khan, Galdan Boshugtu, entend bien prendre le contrôle de la Mongolie aux dépens des Qing et réunifier à son profit tous les peuples mongols. Après la fin de la répression de la rébellion des trois feudataires, l'empereur Kangxi peut enfin tourner son attention sur ce problème et de tenter de négocier avec les Oïrats. Mais Galdan finit par attaquer les terres des Khalkhas et Kangxi réagit en prenant personnellement le commandement des contingents des Huit Bannières équipés d'armes lourdes qui partent sur le terrain pour combattre les troupes du khan des Oïrats. Cette campagne s’achève par une victoire des Qing. Entretemps, Kangxi a eu le temps d'organiser à Duolun, en 1691, un qurultay regroupant les dirigeants des Khalkhas et de la Mongolie intérieure, au cours duquel les khans Khalkhas lui déclarèrent officiellement allégeance. La guerre contre Galdan a donc eu comme conséquence directe d'intégrer tous les Khalkhas à l'empire, et les trois khans Khalkhas de Mongolie extérieure ont été officiellement introduits dans les cercles intérieurs de l'aristocratie Qing en 1694. Ainsi, à la fin du XVIIe siècle, la dynastie Qing a pris le contrôle de la Mongolie extérieure et de la Mongolie intérieure.
Lors de l'intégration de la Mongolie dans le territoire des Qing, il est officiellement interdit aux Chinois de s’installer en Mongolie intérieure et extérieure et, de leur côté, les Mongols n'ont pas le droit de pénétrer dans les 18 provinces chinoises (neidi) sans autorisation, sous peine de lourdes punitions. De plus, il est interdit aux Mongols d'entrer dans d'autres ligues mongoles.
Mais les Qing n'arrivent pas à faire respecter cet édit car, à l'image de ce qui se produit au même moment en Mandchourie, des colons chinois violent l'interdit et pénètrent en Mongolie intérieure pour s'y installer. Et, comme il l'a été précisé dans le paragraphe sur la Mandchourie, malgré cette interdiction, les Qing ont décidé au XVIIIe siècle d’établir en Mongolie intérieure des réfugiés chinois originaires du nord de la Chine et souffrant de famine, d’inondations et de sécheresses. Au dix-huitième siècle, un nombre croissant de colons d'origine chinoise s'installent illégalement dans les steppes de la Mongolie intérieure. Ce phénomène prend une telle ampleur qu'en 1791, le jasak de la Bannière de Front Gorlos demande au gouvernement Qing de légaliser le statut des paysans qui s'y sont déjà installés.

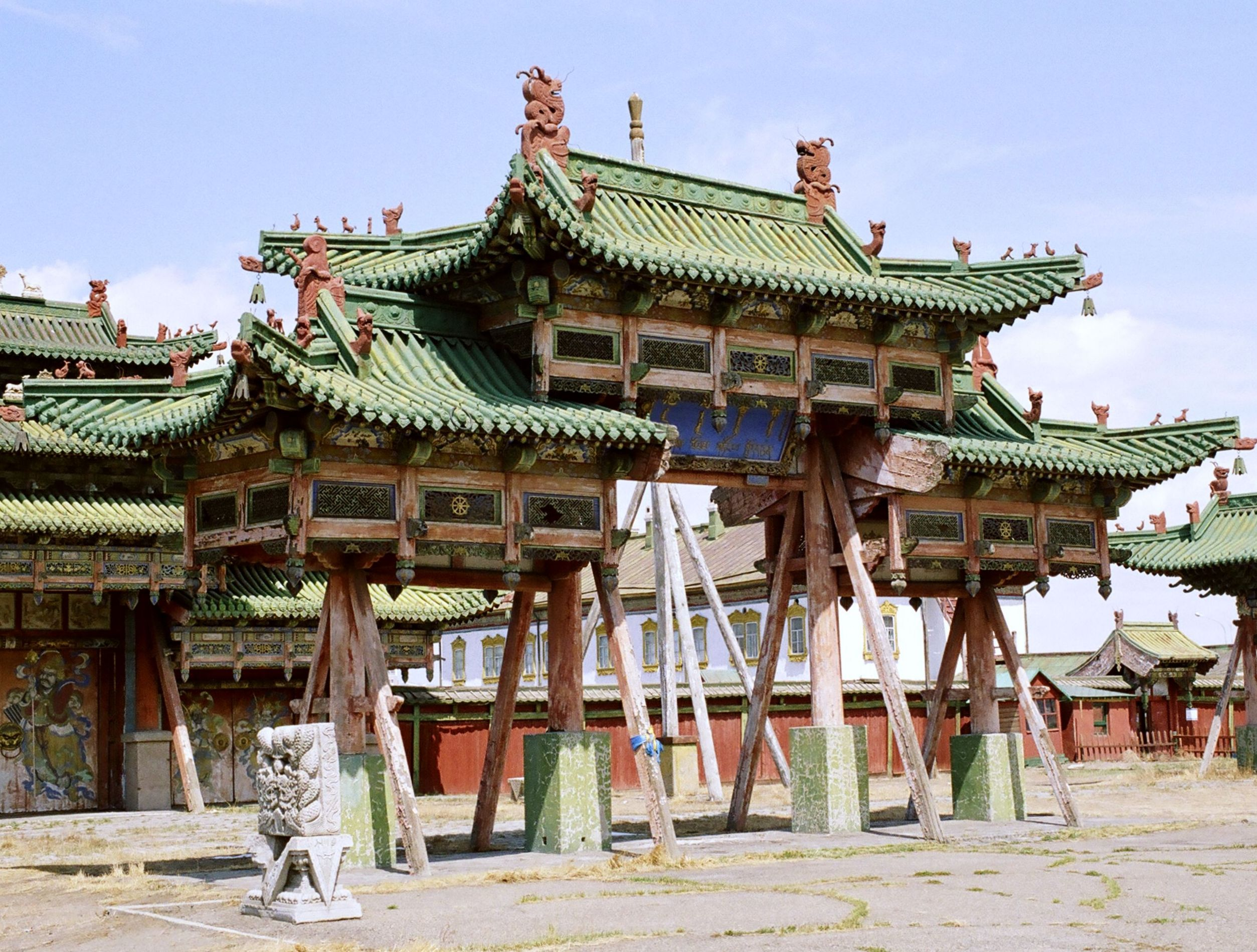
Palais d'hiver du Jebtsundamba à Urga

Comme on l'as vu un peu plus haut, les Mongols non nobles ne sont pas autorisés à voyager en dehors de leurs propres ligues. En fait, les Qing interdisent aux Mongols de franchir les frontières de leurs bannières, même pour se rendre dans d'autres bannières mongoles, et de pénétrer dans les provinces de la Chine historique, afin qu'ils restent divisés et dressés les uns contre les autres, au plus grand profit de la dynastie mandchoue.

## Tibet

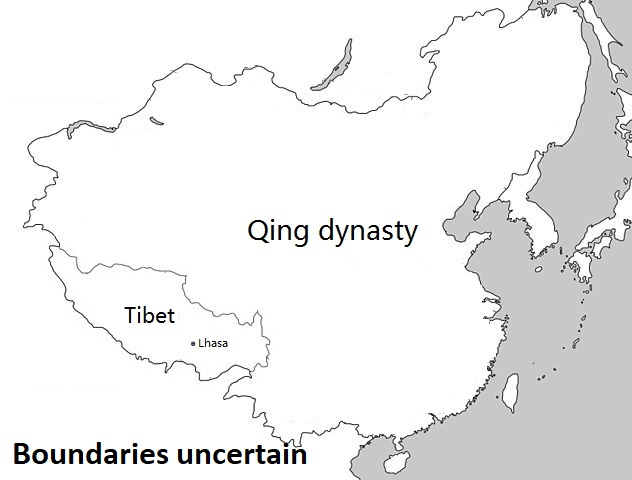
Le Tibet au sein de la dynastie Qing en 1820.

En 1640, Güshi Khan, le fondateur du Khanat qoshot, entre au Tibet central à la tête d'une armée et défait le roi du Tsang, Karma Tenkyong Wangpo. Après cette victoire, il fait en 1642 du 5e dalaï-lama la plus haute autorité spirituelle et politique du Tibet, instaurant le régime connu sous le nom de Ganden Phodrang. En 1717, Tsewang Rabtan, le khan du Khanat dzoungar, envahit le Tibet, destitue le prétendant à la position du dalaï-lama choisi par Lkhazan Khan, le dernier dirigeant du khanat qoshot, et tue ce dernier ainsi que toute sa famille.
Devant ce qu'il juge être une nouvelle provocation des Oïrats, l'empereur Kangxi réagit en envoyant une expédition militaire au Tibet, conjointement avec les forces tibétaines commandées par Polhané Sönam Topgyé de Tsang et Khangchenné, le gouverneur du Tibet occidental,. Cette coalition expulse les Oïrats/ Dzoungars du Tibet en 1720, date qui marque le début de la tutelle des Qing sur le Tibet. Selon les sources d'époque, c'est Yue Zhongqi (un descendant de Yue Fei), le commandant du Sichuan, qui entre dans Lhassa en premier avec 2 000 soldats chinois et 1 000 soldats mandchous, après avoir emprunté la "route du Sichuan", et s'empare de la ville. La tutelle des Mandchous sur le Tibet dure jusqu'à la chute de la dynastie Qing en 1912; bien que la région conserve une certaine autonomie politique sous l'autorité des Dalaï-lamas. Les empereurs Qing nomment des résidents impériaux connus sous le nom d'Ambans au Tibet. Ces derniers ont sous leurs ordres plus de 2 000 soldats postés à Lhassa et rendent des comptes au Lifan Yuan.
Pendant un temps, le nombre de soldats QIng stationnés au Tibet dépasse largement les 2 000, car à plusieurs endroits, tels que Lhasa, Batang, Dartsendo, Lhari, Chamdo et Litang, des troupes de l'armée de l'étendard vert et des Huit Bannières sont mises en garnison tout au long de la guerre contre les Dzoungars,.
En dehors de cette période de guerre, la composition exacte des troupes Qing qui stationnent est sujette à controverse. Selon Mark C. Elliott, après 1728 les Qing ont recours aux troupes de l’Armée de l'Étendard Vert pour gérer la garnison de Lhassa, plutôt qu'aux soldats des Huit Bannières. De son côté, Evelyn S. Rawski soutient la thèse voulant que la garnison QIng du Tibet comptait aussi bien des soldats de l'étendard vert que des Bannières. Enfin, selon Sabine Dabringhaus, les Qing auraient envoyé au Tibet plus de 1 300 soldats chinois de l'étendard vert pour soutenir les 3 000 militaires tibétains, ce qui aurait donc donné une garnison sino-tibétaine. Ce qui est sûr, c'est qu'avec le temps, une communauté issue des soldats chinois et des fonctionnaires Qing se développe à Lhassa.

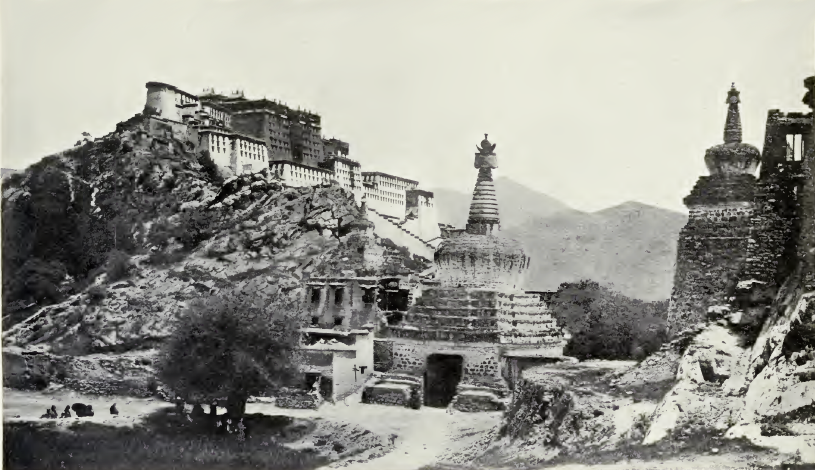
Porte d'entrée de Lhassa (porte occidentale), les Tibétains appellent ce chorten, photographié ici lors de l'expédition britannique de 1904 au Tibet.

Au milieu du XIXe siècle, arrive avec un Amban une communauté de soldats chinois originaires du Sichuan, qui épousent des femmes tibétaines et s’installent dans le quartier de Lubu à Lhassa, où leurs descendants fondent une communauté et assimilent la culture tibétaine. De manière générale, le quartier d'Hebalin à Lhassa est le lieu où vivent les troupes chinoises musulmanes et leurs enfants, tandis que Lubu est celui où l'on trouve les troupes chinoises non musulmanes.

## Qinghai

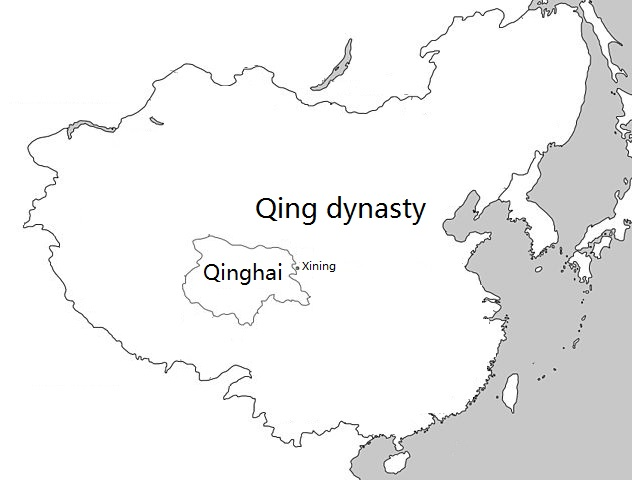
le Qinghai au sein de la dynastie Qing, en 1820.

De 1640 à 1724, une grande partie de la région qui s'appelle maintenant Qinghai est sous le contrôle des Mongols Qoshots, qui font officiellement allégeance à la dynastie Qing. Cependant, après l'invasion des Dzoungar qui met fin au khanat qoshot au Tibet et la conquête ultérieure du Tibet par les Qing en 1720, les Hauts Mongols (c'est le nom donné aux tribus mongoles vivant alors autour du lac Qinghai)  dirigés par le prince Lubsan Danzan, se révoltent contre les Qing en 1723, pendant le règne de l'empereur Yongzheng. Lubsan prend également contact avec le Khanat dzoungar, qui contrôle alors le Xinjiang, avant le début de sa révolte. 200 000 Tibétains et Mongols rassemblés au Qinghai attaquent Xining, bien que les dirigeants du Tibet central ne soutiennent pas la rébellion. En fait, Polhané Sönam Topgyé, qui contrôle le Tibet central, empêche même les rebelles de s'enfuir lorsque ces derniers essayent d'échapper aux représailles des Qing. Des commandants chinois tels que Nian Gengyao sont envoyés pour réprimer la révolte, qui est finalement matée de manière brutale. Cette victoire de Mandchous marque le début de la domination directe des Qing sur la région du lac Qinghai. Après sa défaite, Lubsan Danzan se réfugie dans le khanat Dzoungar, où il finit par être capturé par les Mandchous en 1755, lors des campagnes de l'empereur Qianlong au Xinjiang. En 1724, le gouvernement central Qing place la plus grande partie de l'actuelle province du Qinghai sous le contrôle de l'Amban de Xining (chinois: 辦事 大臣), qui se situe à Xining. Étrangeté administrative, la ville de Xining a beau être la capitale de facto du Qinghai, elle n'en reste pas moins une dépendance du Gansu, et c'est depuis cette province qu'elle est elle-même dirigée. Ce puzzle administratif complexe dure jusqu'à la fin de la dynastie Qing.

## Xinjiang

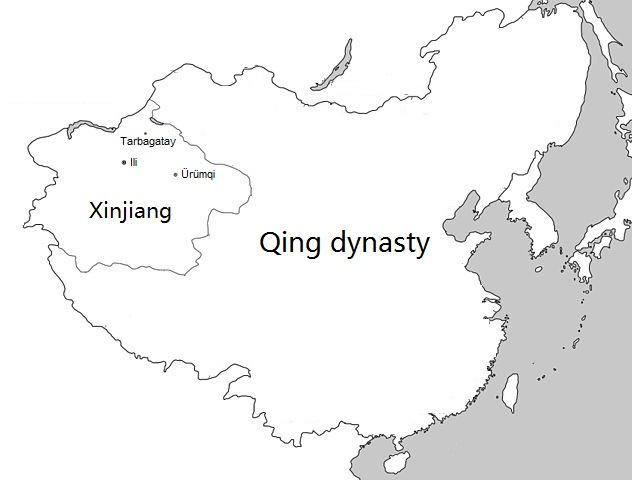
Xinjiang au sein de la dynastie Qing en 1820.

La région appelée Dzoungarie dans l'actuelle province du Xinjiang, correspond en fait au territoire historique du khanat Dzoungar, avant que ce dernier ne commence son expansion tous azimuts. La dynastie Qing prend le contrôle de l'est du Xinjiang à la suite d'une longue lutte avec les Dzoungars, qui débute au XVIIe siècle. En 1755, avec l'aide du noble Oirat Amoursana, les Qing attaquent Ghulja, la capitale du Khanat, et capturent le khan Dzoungar. Amursana demande alors aux Qing de faire de lui le nouveau Khan de tous les Dzoungars, mais finalement il ne devient le khan que d'une seule tribu. Il lance alors une révolte contre les Qing, que ces derniers matent en deux ans, détruisant au passage les derniers vestiges du khanat Dzoungar. Les Mongols Dzoungars/Oirat ont beaucoup souffert à la fois des ravages de ces campagnes militaires brutales et d’une épidémie de variole qui se déclenche simultanément. En 1758, après les campagnes contre les Dzungars en 1758, deux nobles de l’Altishahr, les frères Khoja Burhān al-Dīn (zh)  et Khwāja-i Jahān (zh), lancent également une révolte contre l'empire Qing. Dès l'année suivante, ils sont écrasés par les troupes Qing, ce qui marque le début de la mainmise mandchoue sur tout le Xinjiang; le petit Khanat Kumul situé au nord-est de la zone étant intégré à l'empire Qing en tant que vassal semi-autonome au sein du Xinjiang. Après ces victoires, l'empereur Qianlong compare ses réalisations à celles des dynasties Han et Tang en Asie centrale. La dynastie Qing place tout le Xinjiang sous l'autorité du général d'Ili (aussi connu sous le nom de "Gouverneur militaire de Kuldya") qui s'installe au fort de Huiyuan (le "Kuldja Mandchou" ou "Yili" donnant son nom au poste), situé à une trentaine de km à l'ouest de Ghulja et à partir duquel il dirige toute la zone. Cela amène deux régions précédemment séparées, la Dzoungarie au nord et le bassin du Tarim/Altishahr au sud, à être réunies au sein du Xinjiang.

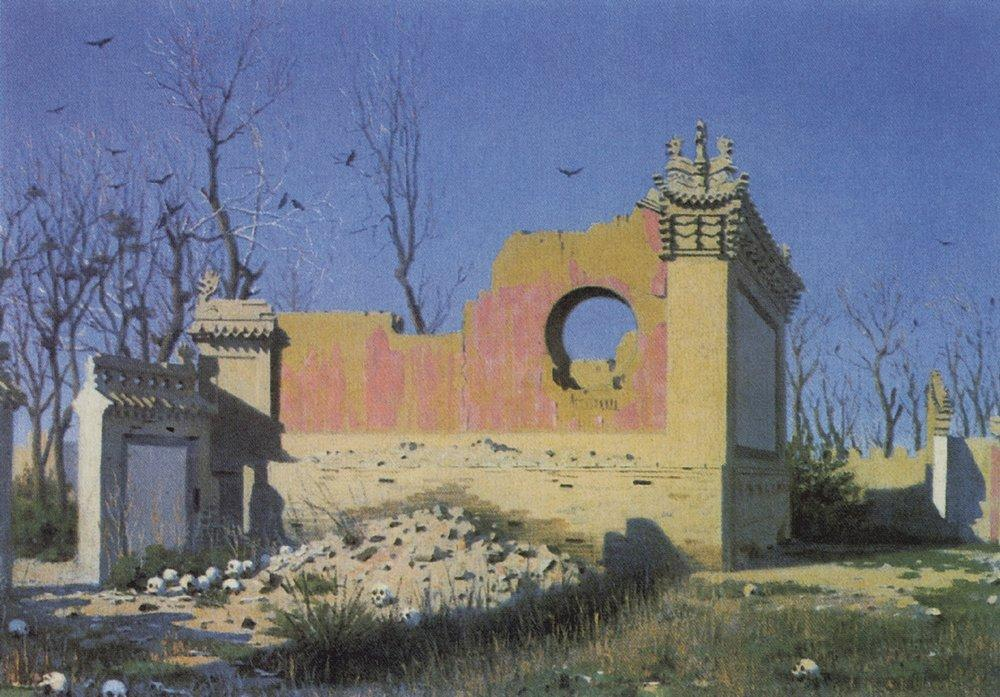
Tacheng (Chuguchak) fait partie des villes qui ont beaucoup souffert lors de l'insurrection de 1864

Les Qing mettent en œuvre deux politiques différentes pour la Dzoungarie et le bassin du Tarim. En effet, autant ils encouragent l'implantation et l'installation définitive de colons chinois en Dzoungarie, autant ils font du bassin du Tarim une zone interdite au même titre que la Mandchourie ou la Mongolie. Les marchands et les soldats de l'Armée de l'étendard Vert installés en garnison dans la région sont les seuls Chinois autorisés à s'installer dans le bassin du Tarim. Cette interdiction est levée durant la décennie 1820 après l'invasion de la région par Jahangir Khoja. Les Chinois d'ethnie Han sont alors autorisés à s'établir de façon permanente dans le Tarim. Au cours de la période d'affaiblissement de la dynastie Qing au milieu du XIXe siècle, les musulmans chinois (Hui) et les Ouïghours se rebellent dans les différentes villes du Xinjiang, suivant l'exemple des musulmans chinois qui se sont révoltés dans les provinces du Gansu et du Shaanxi, situées plus à l'est. En 1865, Yaqub Beg, un chef de guerre du khanat de Kokand, entre dans le Xinjiang via la ville de Kachgar et conquiert presque toute la région en 6 ans. Lors de la bataille d'Ürümqi, les forces turques de Yaqub Beg, alliées à une milice chinoise han, attaquent et assiègent des soldats musulmanes chinois à Ürümqi. En 1871, l’empire russe tire parti de cette situation chaotique en s’emparant de la riche vallée de la rivière Ili, y compris la ville de Gulja. À la fin de cette période, les forces loyales aux Qing ne contrôlent plus que quelques forteresses, dont celle de Tacheng. Le règne de Yaqub Beg dure jusqu'à ce que le général Qing Zuo Zongtang (également connu sous le nom de Général Tso) reconquiert la région entre 1876 et 1878. En 1881, les Qing récupérèrent également la région de Gulja, à la suite de longues négociations diplomatiques, via le traité de Saint-Pétersbourg de 1881.
La Cour impériale Qing décide alors de changer le statut de la région et crée la province du Xinjiang ("nouvelle frontière") en 1884. Dès lors, la gestion et le système politique de la région sont alignés sur ceux des 18 provinces chinoises historiques (neidi) et les anciens noms de Zhunbu (部, région de Dzoungars) et Huijiang, (litt : pays des Musulmans), utilisés auparavant pour désigner les régions de la nouvelle province, sont abandonnés,.

## Identifier l’État Qing avec la Chine

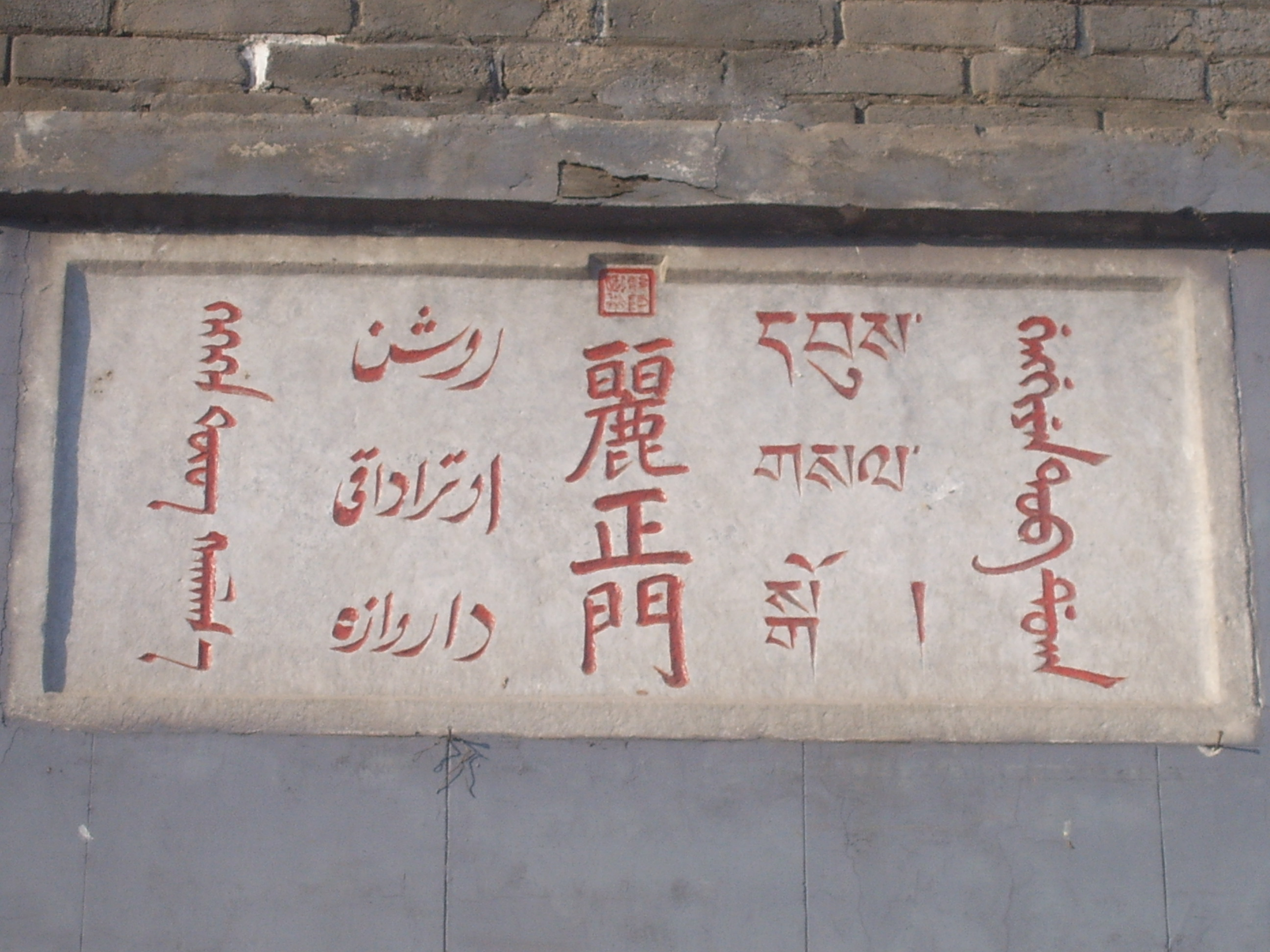
Porte Lizheng (正門) de la Résidence de montagne de Chengde. Sur la pancarte suspendue au-dessus de la porte, sont utilisés les différents types d'écritures utilisés par la dynastie Qing. De gauche à droite, on trouve : du mongol bitchig, du tchaghatai, de l'écriture ouïghoure arabisée, du chinois traditionnel, de l'alphasyllabaire tibétain et de l'alphabet mandchou.

Les Qing ont identifié leur État comme étant le Zhongguo ("中國", littéralement "État central", terme désignant "la Chine" en chinois moderne) et l'appelant "Dulimbai Gurun" en mandchou. Les Qing ont assimilé les terres de l'État Qing (y compris la Mandchourie, le Xinjiang, la Mongolie et d'autres zones sous contrôle des Qing) à la "Chine", ce aussi bien dans le nom utilisé en langue chinoise et que dans celui utilisé en langue mandchoue, définissant la Chine comme un État multiethnique. Après la conquête du Xinjiang par les Qing en 1759, ces derniers proclament dans un mémorial en langue mandchoue que ces nouveaux territoires ont été absorbés par la « Chine » (Dulimbai Gurun),,.
L'empereur Qianlong a explicitement commémoré la conquête des Dzoungars par les Qing comme ayant ajouté un nouveau territoire, la future province du Xinjiang, à Zhongguo. De par cette proclamation, il rejette l'idée que la Chine se limite aux régions de la "Chine historique", peuplée majoritairement par l'ethnie han. Pour les Mandchous de la dynastie Qing, les Han et les non-Han font tous partie de la Chine (Zhongguo). De même, lorsque les Qing parlent de la "langue chinoise" (Dulimbai gurun i bithe), cela désigne en fait les langues chinoise, mandchoue et mongole, tandis que le terme "peuple chinois" (中國 之 人 Zhongguo zhi ren; mandchou: Dulimbai gurun i niyalma) désigne tous les sujets Han, Mandchous et Mongols des Qing.
Pour les Qing, au travers de leur conquêtes, ils ont rassemblé les Chinois "extérieurs" non-Han, tels que les Mongols intérieurs, les Mongols orientaux, les Mongols Oirats et les Tibétains, ainsi que les Chinois "intérieurs" Han, au sein d'une "famille" unie au sein de l'État Qing. Pour représenter cette idée voulant que les divers sujets des Qing font tous partie d’une même famille, ces derniers utilisent l’expression "Zhong Wai Yi Jia" (中外 一家) ou "Nei Wai Yi Jia" (一家, "intérieur et extérieur comme une seule famille "), pour véhiculer cette idée" d'unification "des différents peuples. L’empereur Qianlong rejette les idées des dynasties antérieures selon lesquelles seuls les Chinois Han peuvent être des sujets chinois et que seules les terres situées au sein de la Chine historique peuvent être considérées comme faisant vraiment partie de la Chine. En 1755, il affirme qu'"il existe une vision de la Chine (zhongxia) selon laquelle Les non-Han ne peuvent devenir des sujets de la Chine et leurs territoires ne peuvent pas être intégrés au territoire de la Chine. Cela ne représente pas la compréhension de la Chine de notre dynastie, mais plutôt celle des dynasties antérieures Han, Tang, Song et Ming."
Le terme "Zhongguo" ou "Chine" est également utilisé de manière récurrente pour faire référence aux Qing dans les courriers et les traités à destination d'autres États. Sa première apparition dans un document officiel du gouvernement Qing a lieu dans le texte du traité de Nertchinsk signé avec le tsarat de Russie.
Néanmoins, malgré ce discours unificateur, les Qing mettent en œuvre différentes méthodes de légitimation pour assoir leur autorité sur les peuples de leur empire Qing. C'est ainsi que, pour tout ce qui a trait aux Mongols, les empereurs Qing préfèrent utiliser le titre de Khan plutôt que celui d'empereur de Chine.

## Voir également
- Bureau des affaires frontalières
- Amban
- Guerre Dzoungar-Qing
- Dix Grandes Campagnes
- Dynastie Tang en Asie centrale
- Dynastie Yuan en Asie centrale